# Benito Arias Montano
Pour les articles homonymes, voir Arias et Montano.
Benito Arias Montano ou Benedictus Arias Montanus (Fregenal de la Sierra, 1527 - 1598), est un orientaliste espagnol du XVIe siècle.

## Biographie
Né dans un village près de Séville, il maîtrisait les langues grecque, latine et orientales et visita l'Europe pour ajouter à ses connaissances. Il intervint de façon remarquée au concile de Trente, puis alla s'enfermer dans le cloître d'Aracena en Andalousie. Philippe II l'en tira, et le chargea d'une édition de la Bible polyglotte inspirée de la Polyglotte d'Alcalá, qui fut imprimée à Anvers (1569-72) par Christophe Plantin, augmentée de Paraphrases chaldaïques, et de neuf livres d'Antiquités juives. 

## Controverses
Léon de Castro, professeur de langues orientales à Salamanque, dénonça Arias à l'Inquisition romaine, et plus tard à l'Inquisition espagnole pour avoir modifié le texte biblique, en faisant un usage trop libéral du les écrits rabbiniques, au mépris du décret du Concile de Trente concernant l'authenticité de la Vulgate. Après plusieurs voyages à Rome, Arias est acquitté de toute accusation (1580) et retourna à son ermitage. Il refusa un évêché, et se contenta du titre de chapelain du roi.